# Eistorte

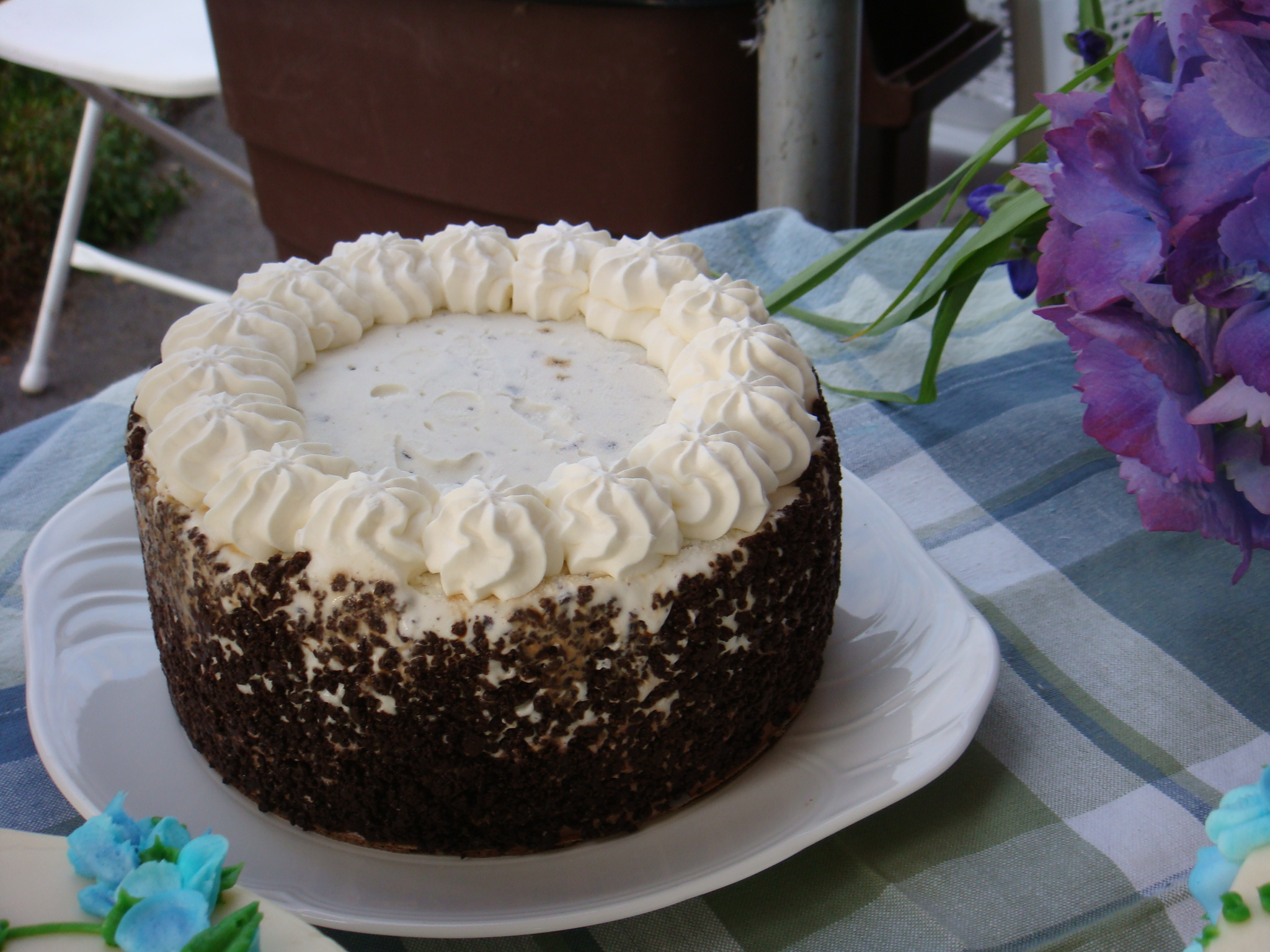
Schokolade-Eistorte

Eine Eistorte ist eine Eisspeise. Von den Eistorten gibt es zweierlei Arten: es sind entweder Torten, deren Böden mit Speiseeis oder Halbgefrorenem gefüllt und eingestrichen sind, oder sie bestehen ganz aus Eiscreme – ohne Gebäckböden. Im Unterschied zu den halbkugelförmigen Eisbomben, haben die Eistorten eine flachere Form.

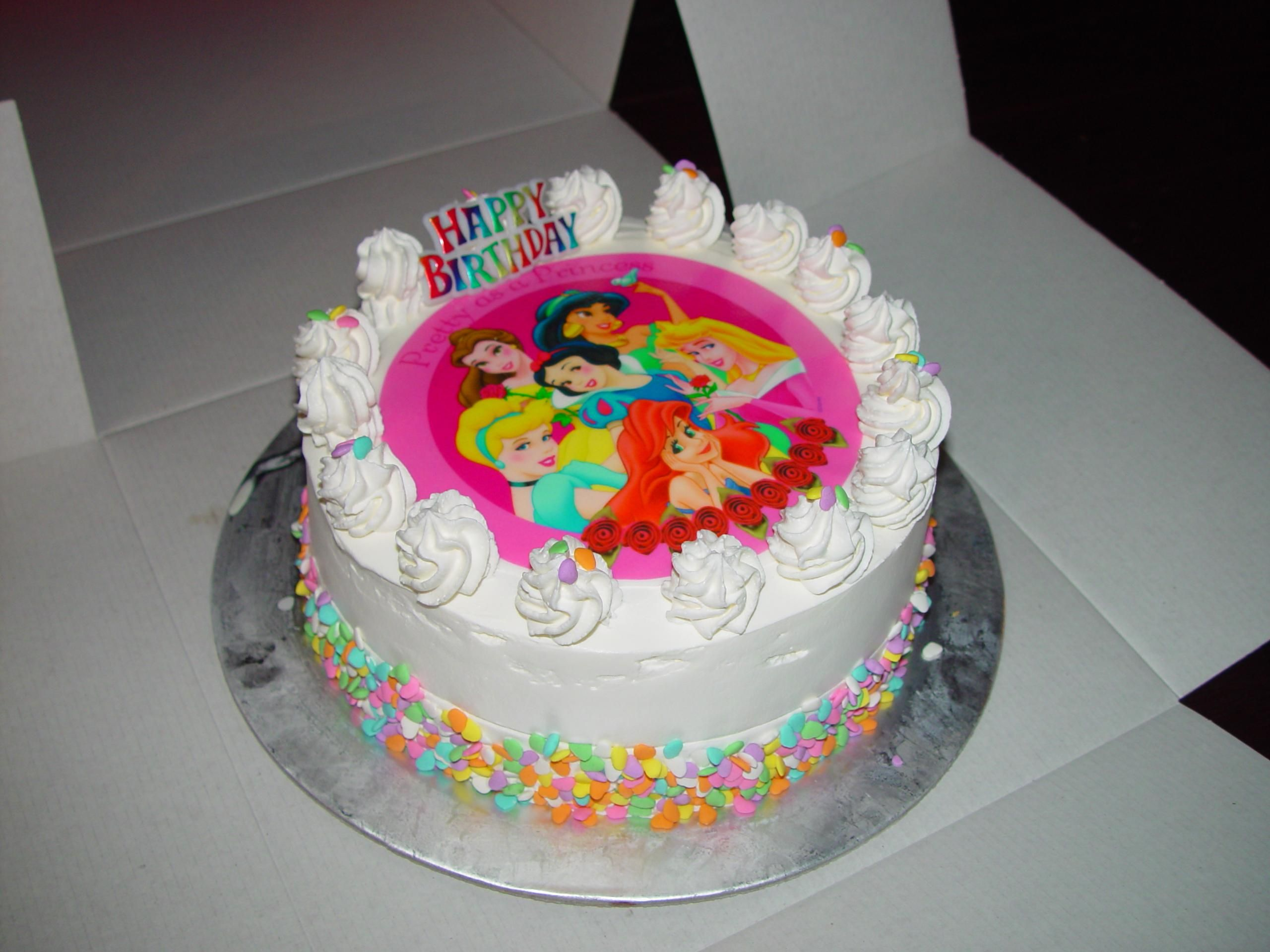
Geburtstagseistorte

Für die Füllung wird meist schwach gefrorenes Eis-Parfait verwendet, das dann in der Tiefkühlung ausgehärtet wird. Auch Sahnefüllungen mit Früchten oder gehackter Kuvertüre sind möglich, die dann in der Tiefkühlung gehärtet werden.
Eistorten aus Gebäckböden können aus Biskuit- oder Baiserböden zusammengesetzt werden. Die Grund- und Zwischenböden werden mit Eiskrem gefüllt und eingestrichen, im Tiefkühlgerät aushärten gelassen und anschließend mit Schlagsahne, Belegfrüchten oder anderen Dekors verziert, sie können aber nur kurz vor dem Verzehr dekoriert werden.